# Німанська вулиця (Київ)
Ні́манська ву́лиця — вулиця в Печерському районі міста Києва, місцевість Звіринець. Пролягає від бульвару Миколи Міхновського до вулиці Михайла Бойчука.
Прилучається проїзд (без назви) до вулиці Професора Підвисоцького.

## Історія
Вулиця виникла в 50-ті роки XX століття. Сучасна назва — з 1958 року. Забудова вулиці відноситься до 1950–60-х років та складається з типових п'ятиповерхівок.

## Пам'ятки, визначні місця
В будинку під № 7 у 1984–1987 роках мешкав відомий український радянський режисер-документаліст, кінооператор, Заслужений діяч мистецтв УРСР Володимир Шевченко (1929–1987). На згадку по відомого мешканця на фасаді будинку йому встановлена меморіальна таблиця.
На території (вул. Німанська, 3а), що перебуває в користуванні КП «Київський метрополітен», зростає ботанічна пам'ятка природи місцевого значення тополя метробудівська — чорна тополя віком більше 100 років, висотою — 20 метрів, на висоті 4,5 метра дерево має в діаметрі 4,5 метри.

## Зображення

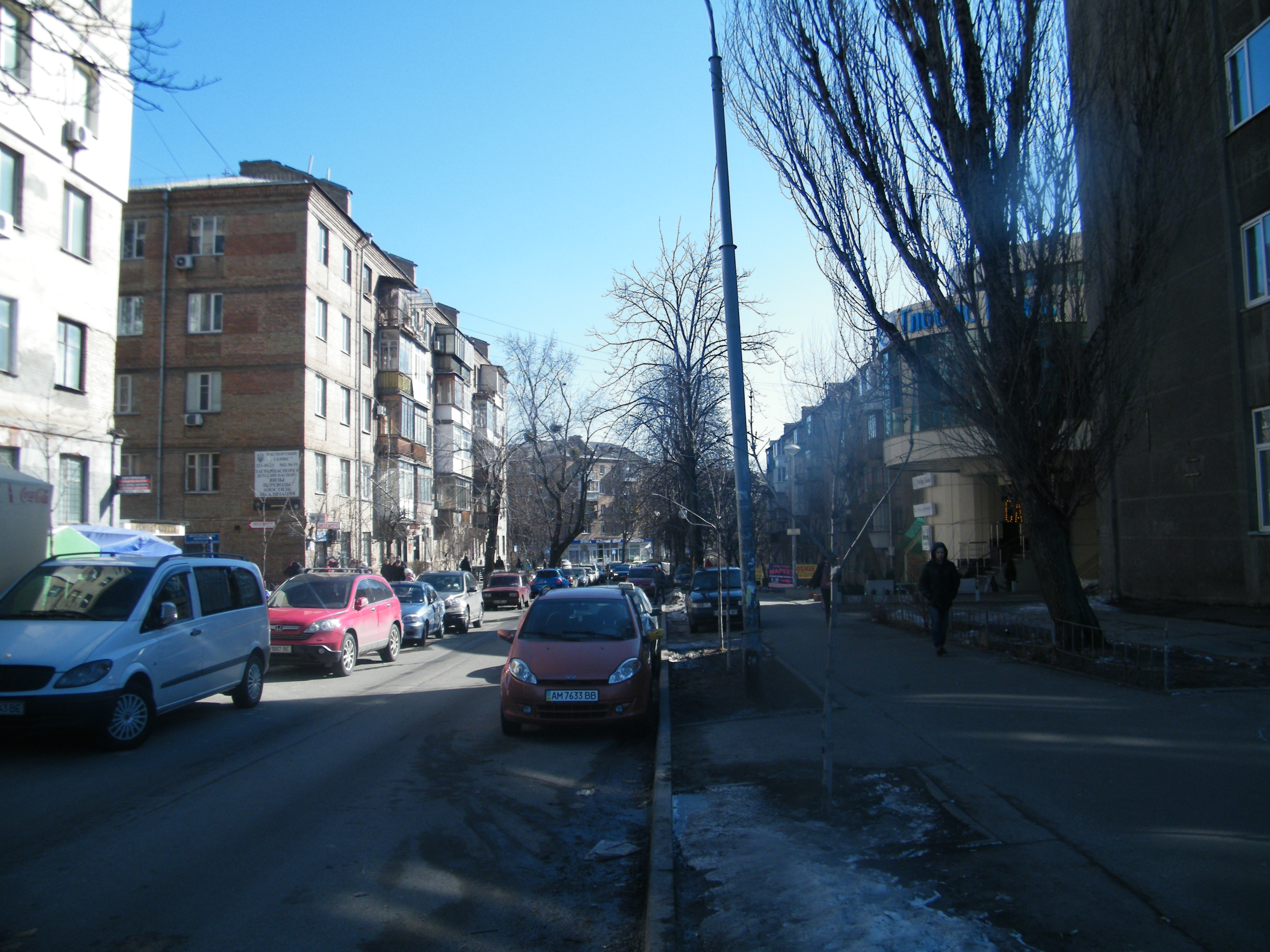
Німанська вулиця від бульвару Миколи Міхновського
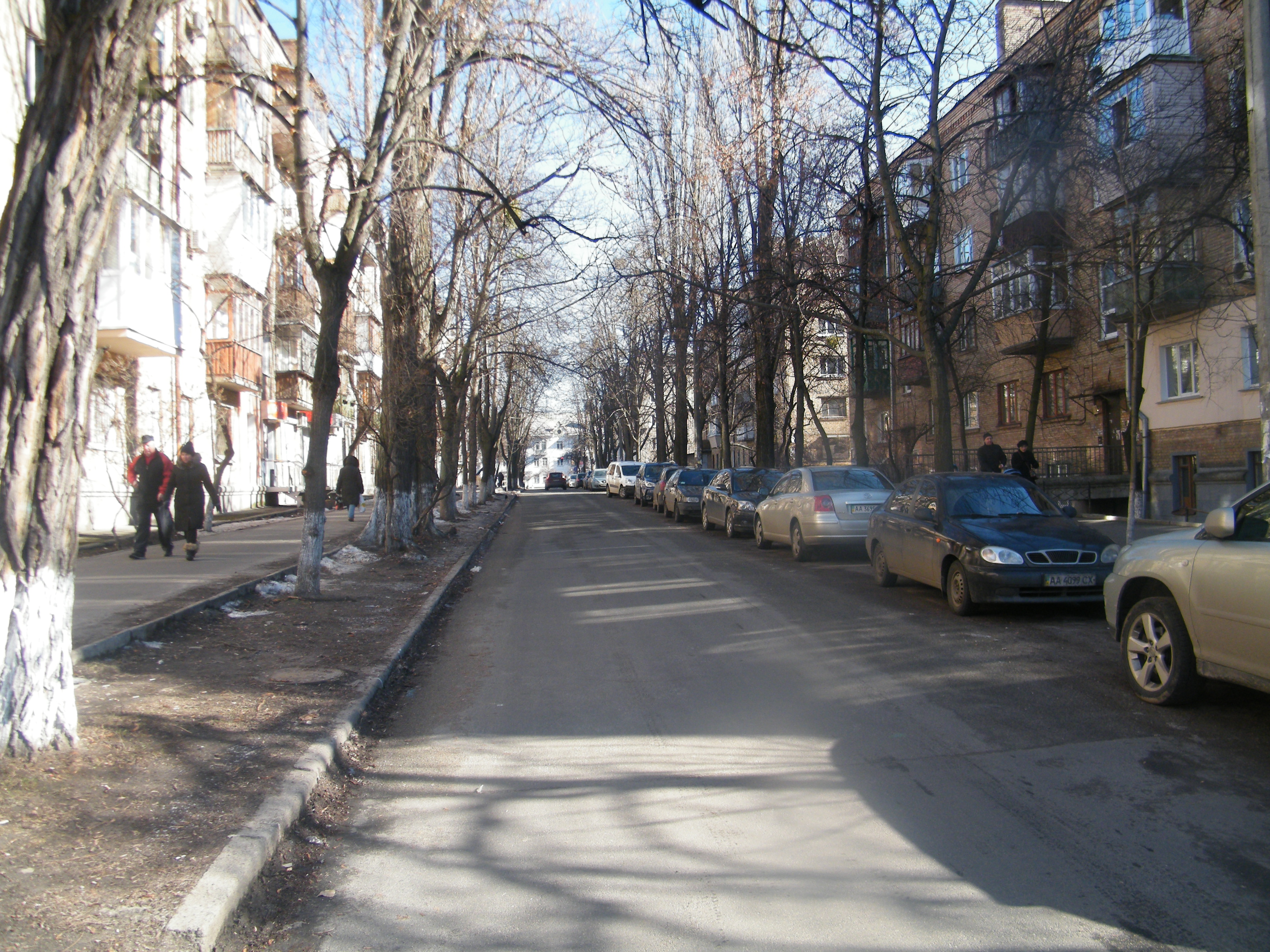
Німанська вулиця у напрямку вулиці Михайла Бойчука
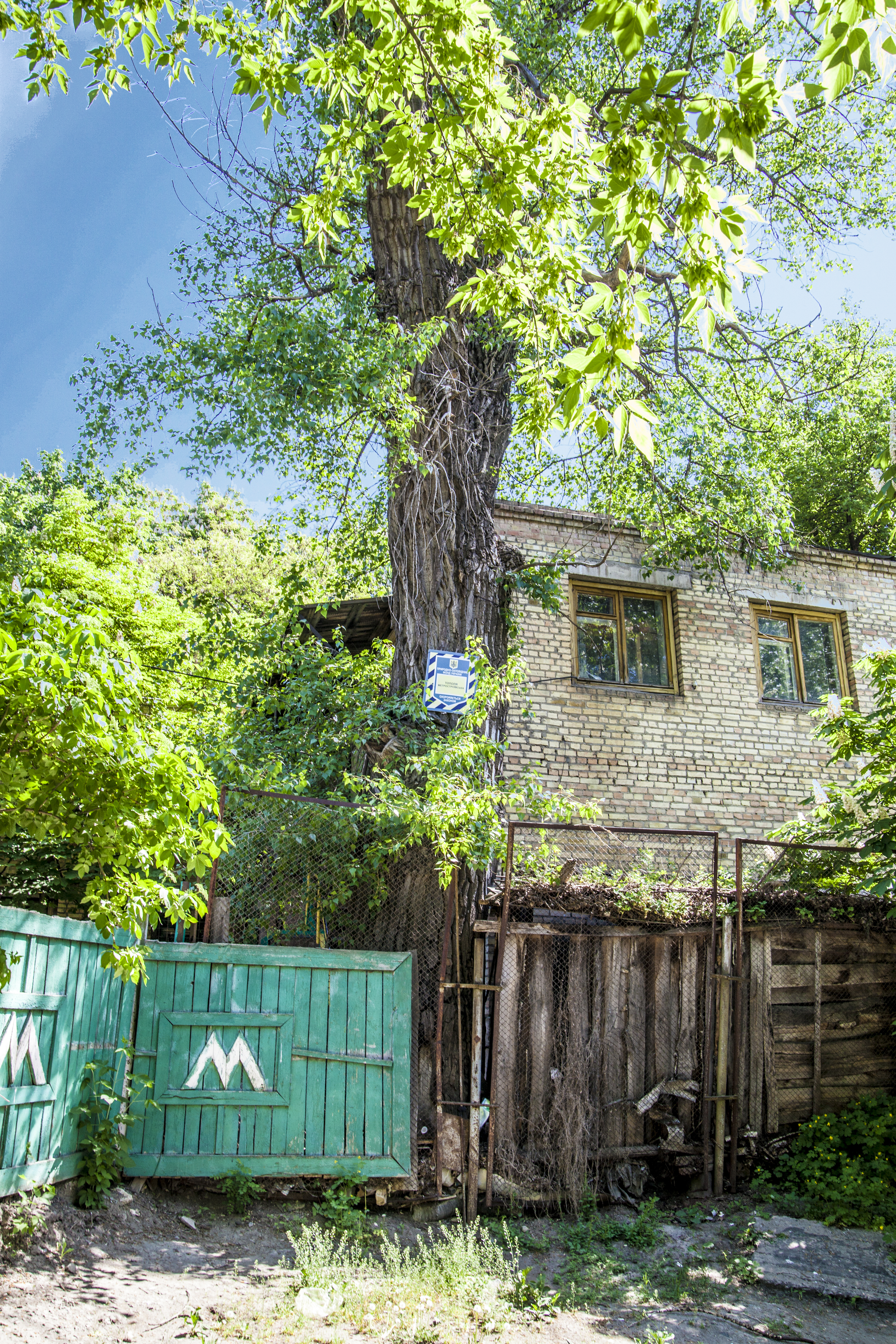
Тополя метробудівська (вул. Німанська, 3а, територія КП «Київський метрополітен»)